# Dark Horse Comics
Dark Horse Comics (с англ. — «тёмная лошадка») — одно из крупнейших независимых издательств в США, специализирующееся на комиксах и манге. Основано в 1986 году Майком Ричардсоном, который к тому времени уже владел несколькими магазинами в штате Орегон и занимался продажей комиксов. Именно на доходы с магазинов он и основал Dark Horse Comics. С тех пор издательство расширялось и развивалось, и в настоящее время борется за четвертое место среди издателей комиксов с компаниями Boom! Studios и IDW Publishing.
Наиболее известными комиксами, выходящими в Dark Horse Comics, стали «Город грехов» (англ. Sin City) Фрэнка Миллера, Hellboy, цикл комиксов по «Звёздным войнам», «Баффи» (англ. Buffy the Vampire Slayer), Aliens, Конану, Кинг-Конгу (англ. King Kong), «300» (по этому комиксу был снят фильм «300 спартанцев»), Escapist, «Маска» (фильм «Маска»), а также манга Akira. Название «Тёмная лошадка» пришло не случайно. Marvel и DC Comics были олицетворением мира комиксов на рынке, и независимые издатели, пытавшиеся бороться против этих корпоративных гигантов, часто подавлялись возникающими трудностями.

## История
Dark Horse Comics была основана в 1986 году Майком Ричардсоном в качестве ответвления его дистрибутивной сети по продаже комиксов, Things From Another World. Ричардсон преследовал идею создания идеальной атмосферы для креативных профессионалов, и двадцатью пятью годами позже компания выросла до третьего по размеру издателя комиксов в США.
В 1980-м году Майк Ричардсон использовал кредитную карту с пределом в две тысячи долларов, чтобы открыть магазин комиксов Pegasus Books в маленьком курортном городке Бенд в Орегоне. Его намерением было написать и проиллюстрировать книгу для детей на выручку, но бизнес расширился, и его проект был приостановлен. Дело росло, и Ричардсон открыл несколько новых розничных точек в штатах Орегон и Вашингтон. Вскоре он разочаровался в этом деле из-за плохого качества продаваемых им книг и решил основать своё собственное издательство, используя деньги от продаж в розничной сети. С самого начала Dark Horse Comics было весьма особым издательством. К писателям и художникам в нём относились как к партнёрам компании, и платили весьма щедро по меркам тех времён. Вскоре создатели комиксов из других известных издательств начали переходить в Dark Horse Comics, где они могли влиять на издание и маркетинг собственных творений.
Dark Horse Comics начала с двух стартовых серий в 1986 году, Dark Horse Presents и Boris the Peris. Серия Concrete Пола Чедвика, повествующая о писателе речей, превратившемся в существо из цемента, стала очень популярной и завоевала несколько наград и номинаций. Через год после создания Dark Horse Comics добавила ещё девять серий, включая The American, The Mark, Trekker и Black Cross.

## Импринты и студии

### Comics' Greatest World/Dark Horse Heroes (1993—1996)
В период с 1993 по 1996 года Dark Horse публиковала серию комиксов о супергероях под эмблемой Comics' Greatest World, импринта, позднее переименованного в Dark Horse Heroes. После 1996 года эта серия оказалась на грани закрытия, а в начале 2000-х, после публикации последних кроссоверов с Призраком (англ. Ghost), полностью прекратилось издание любых книг комиксов о персонажах серии.

### Legend (1994—1998)
Legend являлся импринтом Dark Horse Comics, созданным Фрэнком Миллером и Джоном Бирном в качестве «коридора» для издания авторских публикаций. Логотип импринта представлял собой изображение моаи, нарисованное Майком Миньолой. Позднее к ним присоединились и другие авторы. Деятельность импринта прекратилась в 1998 году.

#### Members
- Арт Адамс
- Фрэнк Миллер
- Джон Бирн
- Майк Миньола
- Майк Оллред
- Пол Чедвик, Дэйв Гиббонс и Джоф Дэрроу выступили в качестве инициаторов тура по городам в честь открытия Dark Horse Legend.

### Dark Horse Manga
Dark Horse Manga — это импринт, основанный для издания японской манги. Список публикаций манги включает манги Akira, Astro Boy, «Берсерк», «Клинок бессмертного», «Призрак в доспехах», Lone Wolf and Cub, «Триган» и Blood Blockade Battlefront авторства Ясухиро Найто, Gantz, «Хеллсинг» и Drifters авторства Коты Хирано, манга «Кровь+», Multiple Personality Detective Psycho, FLCL, Oreimo, а также самая продолжительная манга Америки, «Моя богиня!» авторства Косукэ Фудзисимы. Dark Horse также публикует некоторые главы серий авторства японского художественного коллектива CLAMP, включая главы из Clover, «Чобитов», Okimono Kimono, Cardcaptor Sakura, Magic Knight Rayearth и Gate 7. Начиная с весны 2000 года под логотипом этого импринта также публикуются выпуски манга-журнала Super Manga Blast. Издание журнала было прекращено в декабре 2005 года после выхода 59 выпусков.
Также Dark Horse публикует главы корейской манхвы, включая манхву Banya: The Explosive Delivery Man.

### Maverick (1999—2002)
Maverick был ещё одним импринтом, основанным специально для авторского материала.

### DH Press
Импринт DH Press издаёт новелизации популярных книг комиксов Dark Horse, такие, как серии романов «Чужие» и «Хищник». В данный момент DH Press поглощён импринтом DH Books.

## Dark Horse Entertainment
Dark Horse Entertainment — отдел Dark Horse Comics кино- и телевизионной продукции.
- Город грехов
- Доктор Усмешка
- Маска
- Патруль времени
- Маска (мультсериал)
- Не называй меня малышкой
- Патруль времени (телесериал)
- Патруль времени 2: Берлинское решение
- Вирус
- Хеллбой: Герой из пекла
- Monarch of the Moon
- Сын Маски
- Дрифтвуд
- Сплинтер
- 30 дней ночи
- Меня зовут Брюс
- Хеллбой 2: Золотая армия
- R.I.P.D.
- Тёмная материя (телесериал)
- Полярный
- Призрачный патруль 2: Восстание проклятых

## Популярные комиксы
- 300
- The American
- Age of Reptiles
- Aliens
- Barb Wire
- Cut
- The Dark Horse Book Of
- Dark Horse Presents
- Disney's Gremlins
- Digimon
- Groo the Wanderer
- The Escapist
- Godzilla
- Hellgate: London
- The Incredibles
- The Goon
- Grendel
- The Hammer
- Heartbreakers
- Hellboy
- Living With The Dead
- Last Man Standing: Killbook of a Bounty Hunter
- Mass Effect
- The Mask
- Rex Mundi
- Serenity: Those Left Behind
- Shrek
- Sin City
- Star Wars: Crimson Empire
- Star Wars: Empire
- Star Wars: Rebellion
- Star Wars Tales
- Star Wars: Legacy
- Star Wars: Knights of the Old Republic
- Tarzan
- Usagi Yojimbo
- X
- Чужой против Хищника
- Конан-варвар
- Индиана Джонс
- King Kong
- Планета обезьян
- Хищник
- Терминатор
- The Thing
- Зена — королева воинов
- Академия Амбрелла

## Мангаиманхва
- 3x3 Eyes
- Akira
- Appleseed
- Astro Boy
- Banya: The Explosive Delivery Man
- Black Magic M-66
- Bride of the Water God
- Bubblegum Crisis
- Cannon God Exaxxion
- Caravan Kidd
- Club 9
- Crying Freeman
- Dominion: Tank Police
- Domu
- Drakuun
- Eden
- Gantz
- Ghost in the Shell
- Gunsmith Cats
- Gunsmith Cats BURST
- Hipira
- Intron Depot
- Ju-on
- King of Wolves
- Kurosagi Corpse Delivery Service
- Lady Snowblood
- Legend of Mother Sarah
- Lone Wolf and Cub
- Lost World
- Mail
- MPD Psycho
- Nextworld
- Oldboy
- Orion
- Outlanders
- Octopus Girl
- Path of the Assassin
- Reiko the Zombie Shop
- Satsuma Gishiden
- Katsuya Terada’s The Monkey King
- The Ring
- Samurai Executioner
- Seraphic Feather
- Masakuzu Katsura’s Shadow Lady: Sudden Death
- Shadow Star (Narutaru)
- Spirit of Wonder
- Tomie
- Translucent
- Venus Wars
- What's Michael?
- «Берсерк»
- «Клинок бессмертного»
- «Кровь+»
- «Метрополис»
- «Моя богиня!»
- «Триган»
- «Хеллсинг»